# Britney Jean
Britney Jean este cel de-al șaptelea material discografic de studio al interpretei americane Britney Spears, fiind cel de-al nouălea său album care îi poartă numele dupa Britney din 2001. Albumul a fost lansat pe pentru descărcare digitală la data de 3 decembrie 2013 prin intermediul casei de discuri RCA Records. Fiind prima activitate majoră a lui Spears de la încheierea contractului cu casa sa de discuri de lungă durată, Jive Records, în 2011. Cântăreața a început să înregistreze material pentru Britney Jean în mai 2013, continuând în cele din urmă în luna octombrie acelui an. În numeroase ocazii, Spears a descris albumul ca fiind cel mai personal album pe care l-a realizat până acum. După ce si-a asumat o poziție integrala in producția sa, a co-scris fiecare melodie și a colaborat cu compozitori și producători incluzând Sia Furler și will.i.am pentru a îi produce sunetul dorit. În plus, albumul include colaborări din parte surori sale Jamie Lynn, T.I., și will.i.am.
Odată cu lansarea albumului, Britney Jean a primit recenzii mixte de la critici de muzică de specialitate, care au considerat albumul impersonal în ciuda comercializări sale, și au fost de păreri diferite față de producția sa demodată. Albumul a atras controverse asupra prestațiilor vocale autentificate. Albumul a debutat pe locul patru în Billboard 200 din Statele Unite ale Americii, cu vânzări de 107.000 de exemplare în prima săptămână. În cazul acesta, a devenit cel mai slab în clasamente și cel mai puțin vândut. Același lucru s-a întâmplat și în Regatul Unit, unde a debutat pe locul 34; la nivel mondial, Britney Jean a intrat în top 20 și în top 30 în majoritatea țărilor. În cele din urmă, albumul a primit certificarea de aur în Statele Unite ale Americii pentru vânzări combinate, ascultări și unități echivalente de 500.000 de unități.
„Work Bitch” a fost lansat ca primul extras de pe Britney Jean la data de 17 septembrie 2013. Cântecul a debutat și s-a poziționat pe locul 12 în clasamentul Billboard Hot 100, și s-a clasat în pe locuri destul de bune în teritorii internaționale. „Perfume” a fost lansat ca al doilea extras pe single, fiind, de asemenea, și ultimul single extras de pe album la data de 4 noiembrie 2013, și s-a poziționat pe locul 76 în clasamentul Billboard Hot 100. Nicio promovare ulterioară nu a mai fost făcută pentru album, o situație pe care a fost observată și de presă. Cu toate acestea, Spears a apărut la Good Morning America la data de 17 septembrie pentru a anunța concertul său de reședință de doi ani (în cele din urma fiind prelungit de patru ani) la Planet Hollywood Las Vegas, intitulat Britney: Piece of Me, la care a început din luna decembrie al anului 2013.

## Ordinea pieselor pe disc
Versiunea standard — 36:08
| Nr. | Titlu                                             | Textier(i) | Durată | Note   |
| --- | ------------------------------------------------- | --- | ------ | ------ |
| 01. | „Alien”                                           | Britney Spears, Ana Díaz, Anthony Preston, Dan Trynor, William Orbit                                                                                     | 3:56   | [B][C] |
| 02. | „Work Bitch”                                      | Britney Spears, William Adams, Otto Jettman, Sebastian Ingrosso, Anthony Preston, Derek Weintraub, Ruth-Anne Cunningham                                  | 4:08   | [A]    |
| 03. | „Perfume”                                         | Britney Spears, Sia Furler, Christopher Braide | 4:00   | [A]    |
| 04. | „It Should Be Easy” (în colaborare cu will.i.am)  | Britney Spears, William Adams, David Guetta, Giorgio Tuinfort, Nick Rotteveel, Marcus van Wattum                                                         | 3:27   | [B][C] |
| 05. | „Tik Tik Boom” (în colaborare cu T.I.)            | Britney Spears, Clifford Joseph Harris, Jr., Preston Onique „Sparrow” Williams, Andre Lindal, Damien LeRoy, Joakim Haukaas                               | 2:57   | [C]    |
| 06. | „Body Ache”                                       | Britney Spears, David Guetta, Giorgio Tuinfort, Luciana Caporaso, Nick Clow, Myah Marie Langston, Langston, Anthony Preston, Richard Gonzalez, Jose Luna | 3:26   | —      |
| 07. | „Til It's Gone”                                   | Britney Spears, Jenson Vaughan, Rosette Sharma, Anthony Preston, Giorgio Tuinfort, David Guetta, William Adams                                           | 3:43   | —      |
| 08. | „Passenger”                                       | Britney Spears, Thomas Pentz, Sia Furler, Andrew Swanson, Katy Perry                                                                                     | 3:41   | —      |
| 09. | „Chillin' With You” (în colaborare cu Jamie Lynn) | Britney Spears, William Adams, Anthony Preston, Joshua Lopez                                                                                             | 3:39   | —      |
| 10. | „Don't Cry”                                       | Britney Spears, William Adams, Joshua Lopez, Richard Gonzalez                                                                                            | 3:15   | —      |

Versiunea deluxe — 50:48
| Nr. | Titlu                        | Textier(i)                                                                           | Durată | Note |
| --- | ---------------------------- | ------------------------------------------------------------------------------------ | ------ | ---- |
| 11. | „Brightest Morning Star”     | Britney Spears, Lukasz Gottwald, Sia Furler, Henry Walter                            | 3:00   | —    |
| 12. | „Hold on Tight”              | Britney Spears, Allan P. Grigg                                                       | 3:28   | —    |
| 13. | „Now That I Found You”       | Britney Spears, Danny O'Donoghue, Giorgio Tuinfort, David Guetta, Frédéric Riesterer | 4:17   | —    |
| 14. | „Perfume” (The Dreaming Mix) | Britney Spears, Sia Furler, Christopher Braide                                       | 4:02   | —    |

Note
- A ^ Extras pe disc single.
- B ^ Se dorea a fi lansat ca extras pe single.
- C ^ Cântecul a intrat în clasamente fără a beneficia de promovare.

## Legături externe
- Britney Jean pe Metacritic